# Faidros (dialog)
Faidros, klassisk grekiska Φαῖδρος, är en av Platons dialoger som tillsammans med Symposion utgör huvuddelen av Platons filosofi rörande kärlekens natur. Det har inte kunnat fastställas exakt när dialogen skrevs; vissa hävdar 406 f.Kr. med utgångspunkt i att Isokrates då skall ha varit trettio år gammal, Platon 23 år gammal och Sokrates fortfarande vid liv, medan andra menar att dialogen inte kan ha skrivits av den blott tjugotreåriga Platon samt att den inte passar in med hans verk från den tiden utan med yngre verk.

## Handling
Dialogen utspelar sig kort efter att Faidros har samtalat med retorikern Lysias, när Faidros stöter ihop med Sokrates. De börjar samtala om det tal som Lysias nyss har hållit under ett träd. Lysias tal gick ut på att "icke-älskaren" till högre grad bör accepteras än "älskaren" eftersom "icke-älskaren" till sin natur är mer rationell och misstänksam, mindre skadlig och skryter inte lika mycket samt eftersom det finns fler av dem. Faidros fascinerades av talet, men till hans bestörtning gjorde inte Sokrates det. Faidros övertalar Sokrates att hålla sitt eget tal, som också rör sig kring kärlekens natur och blir till ett svar på Lysias tal. Talet formuleras i två delar: i det första talet beslöjar Sokrates sitt ansikte för att inte göra Anakreon och Sapfo orättvisa, och fortsätter i mångt och mycket i Lysias spår. Efter en paus inser han att han begått ett misstag och att han måste hålla ytterligare ett tal för att ha hädat på grund av att ha förkastat det majestätiska i kärleken.
Han börjar därför om med ett nytt tal, där han glorifierar galenskapen – vilken han delar in i fyra delar: gudomlighetens galenskap, mysteriets galenskap, poesins galenskap och slutligen kärlekens galenskap – som inte kan förklaras annat än genom att undersöka hela själens beskaffenhet. Detta föranleder en längre fördjupning i just själens beskaffenhet, med utgångspunkt i själens odödlighet: här liknas själen vid en droska med två bevingade hingstar, där en är dödlig och en odödlig, och där den odödliga siktar mot himlen men den dödliga drar ner droskan mot jorden. Sokrates orerar vidare om gudarnas själar och den gudomliga världen, och hur den som med sin odödliga bevingade häst lyckas få en insyn i himlen hamnar högst upp i sanningens kedja och blir en filosof eller älskare, den som hamnar näst högst upp blir kung eller krigare, och sedan steg för steg ner till det nionde steget: tyrannens steg. Den som lever rätt kommer att så småningom att stiga, den som lever fel sjunka. Efter döden kommer de som levt dåligt sändas till underjorden och de som levt bra till himlen. Efter tusen år har de åtskilda själarna åter att mötas och välja liv till nästa existensperiod: den själ som tre gånger i rad blir filosof får vingar efter tretusen år medan de övriga måste vänta i tiotusen år på vingarna.
När Sokrates sammanfattar det hela med att kärleken är den högsta av galenskaperna och är intet annat än ren gudomlig skönhet finner han att han har återupprättat sin heder inför gudarna och inte längre hädat. Diskussionen som följer rör skillnaderna mellan Sokrates och Lysias tal, och kommer så småningom att huvudsakligen röra sig kring retorikens och skriftens natur. Dialogen avslutas med en kritik av skriften som sådan, och att skriften är lägre stående än talet, eftersom skriften enbart förstör mäns minnen och tar ifrån dem deras förstånd samt att det levande ordet är bättre än det skrivna, och slutligen, att innan en man vet vad sanningen är kan han inte bli en god talare.